# 总序香茶菜
总序香茶菜（学名：Isodon racemosus），为唇形科香茶菜属下的一个植物种。
多年生草本；根茎木质，粗大，向下密生纤维状须根。茎直立，高0.6-1米，单一或分枝，钝四稜形，具四槽，常带紫红色，具细条纹，略被微柔毛，节间常短于叶。生于山坡草地、林下，海拔700-1500米。